# Бруновський Бруно Карлович
Бруно Карлович Бруновський — російський геолог та геохімік. Учень Володимира Вернадського. Репресований у СРСР.

## Біографія
Народився у Петербурзі, в сім'ї бухгалтера торгового дому російського й іноземного лісу й фанери «Роберт Дітлер». Родина німецького походження. Закінчивши гімназію, 1919 року переїхав з родиною до селища Селіжарово, де викладав хімію у школі. 1921 року познайомився з Володимиром Вернадським. У 1922 році повернулися до Петрограда, де Бруновський почав працювати в Державному радієвому інституті, заснованому Вернадським. Паралельно у 1923 році вступив до ЛДУ як вільний слухач, але диплома так і не отримав. Вернадський призначив його керувати радіобіологічним відділенням новоствореної Біогеохімічної лабораторії у тому 1928 році.
Заарештований уночі проти 11 березня 1938 року. Вернадський писав листи прокурору Вишинському, вимагав звільнити доброго спеціаліста. Але 1942 року в його листах з'являється згадка, що нібито Бруновський утопився при аварії пароплаву, який перевозив в'язнів у Сибіру.

## Наукова діяльність
Восени 1922 року брав участь в експедиції на Туя-Муюнський радієвий рудник.
На запрошення геохіміка Олександра Ферсмана очолив у Мінералогічному музеї АН СРСР рентгенівську лабораторію, для якої в Німеччині було замовлено рентгенівський апарат з чотирма конденсаторами-барабанами на 200 кВ. У лабораторії, окрім Бруновського, працювала Олена Полікарпівна Мещерикова. 
Консультував Бруновського британський піонер рентгеноструктурного аналізу Джон Бернал. В лабораторії використовували метод порошкової дифракції, а також вирощували монокристали для аналізу дифракції. Бруновському вперше в СРСР вдалося розшифрувати структуру складних речовин: осмірідію та катаплеїту.

## Наукові праці
Автор близько 30 наукових публікацій, у тому числі закордонних.
- Шубников, А. В., & Бруновский, Б. К. (1928). О пиезоэлектричестве аморфных и кристаллических тел в электрическом поле. Известия Российской академии наук. Серия математическая, (4), 367—374. (рос.)
- Бруновский, Б. К., & Кунашева, К. Г. (1930). О содержании радия в некоторых растениях. Докл. АН СССР (Vol. 20, p. 537).
- Б. К. Бруновский. О концентрации радиоактивности в живых организмах. Труды Биогеохимической лаборатории. Т. I. Л: Изд-во Академии наук, 1930. 78 с. (с. 75-78) (рос.)
- Звягинцев, О. Е., & Бруновский, Б. К. (1932). Об осмистом иридии. Изв. ин-та по изучению платины АН СССР, (9), 31.
- Б. Бруновский. Концентрация радия организмами .Труды Биогеохимической лаборатории. Т. II. Л: Изд-во Академии наук, 1932. 121 с. (с. 9—26)(рос.)
- Бруновский, Б. И., & Кунашева, К. Г. (1935). Некоторые данные относительно содержания радия в растениях и водах. Труды Биогеохимической лаборатории, 3., с. 31 (рос.)
- Бруновский, Б. К., & Кунашева, К. Г. (1936). ИССЛЕДОВАНИЕ РЯСКИ И ВОДЫ НА СОДЕРЖАНИЕ РАДИОАКТИВНЫХ ЭЛЕМЕНТОВ ТОРИЕВОГО РЯДА. В сб.:«Академику ВИ Вернадскому к пятидесятилетию научной и педагогической деятельности:», Изд-во АН СССР.
- Антипов-Каратаев, И. Н., Бруновский, В. К., & Роде, А. А. (1937). Химическое и рентгенографическое исследования коллоидных фракций некоторых почвенных разностей СССР. Почвенный поглощающий комплекс и вопросы земледелия». М., Изд-во ВАСХНИЛ.